# 헬기와 핀보기
헬기(고대 노르드어: Helgi)와 핀보기(고대 노르드어: Finnbogi)는 10세기 후반 사람인 노르드인 상인 형제다.
《그린란드 사람들의 사가》에 보면, 헬기와 핀보기 형제는 어느 해 여름에 아이슬란드로부터 그린란드로 건너왔다. 두 형제는 프레위디스 에이릭스도티르와 협상을 해서 새로이 발견된 빈란드라는 땅에서 얻는 이익을 나누기로 했다. 양측은 각자 선원 30명을 모집하기로 했는데, 프레위디스는 몰래 선원을 더 모았다.
빈란드로 건너간 뒤 두 집단 사이에 다툼이 발생했고, 헬기와 핀보기 형제는 프레위디스 일행과 따로 정착지를 세웠다.  프레위디스는 자기 형제들의 오두막으로 가서 어떻게 지내느냐고 묻는다. 형제들은 “잘 지낸다”면서도, “우리들 사이에 자라나는 이 나쁜 느낌을 좋아할 수 없다”고 한다. 이에 두 집단은 평화를 맺는다.
한번은 프레위디스가 밖으로 나가서 자기 얼굴을 때려 붓게 했다. 남편에게 돌아가자 남편이 누가 그랬느냐고 묻는다. 프레위디스는 헬기와 핀보그니가 한 짓이라고 무고하고, 자신의 복수를 해주지 않으면 이혼하겠다고 엄포를 놓는다. 남편은 부하들을 모아 헬기와 핀보그니가 자는 사이 그들을 습격해 죽인다. 남편이 여자들은 죽일 수 없다고 하자 프레위디스는 몸소 도끼를 들고 여자들을 쳐죽였다. 나중에 그린란드로 돌아간 프레위디스는 오라비 레이프 에이릭손에게 헬기와 핀보기는 빈란드에 눌러살기로 했다고 거짓말을 한다.

## 참고 자료
- Magnús Magnússon and Hermann Pálsson (translators) (2004). Vinland Sagas. Penguin Books. ISBN 0-14-044154-9. First ed. 1965.